# Szob
Szob é uma cidade da Hungria, situada no condado de Peste. Tem 17,97 km² de área e sua população em 2019 foi estimada em 2.566 habitantes.